# Themone eutacta
Themone eutacta är en fjärilsart som beskrevs av Hans Ferdinand Emil Julius Stichel 1910. Themone eutacta ingår i släktet Themone och familjen Riodinidae. Inga underarter finns listade i Catalogue of Life.